# 15267 Kolyma
15267 Kolyma (tên chỉ định: 1990 VX4) là một tiểu hành tinh vành đai chính. Nó được phát hiện bởi Eric Walter Elst ở Đài thiên văn La Silla ở Chile ngày 15 tháng 11 năm 1990. Nó được đặt theo tên Kolyma River of northeastern Siberia.